# Krystyna Michałowska
Krystyna Michałowska (* 13. Juli 1946 in Vilnius) ist eine deutsch-polnische Opernsängerin (Mezzosopran).

## Leben
Krystyna Michałowska wuchs in Danzig auf und studierte dort zunächst Medizin. Die bedeutende Sängerin und Pädagogin Barbara Iglikowska entdeckte ihre Stimme und begann sie zu unterrichten. Ihre Opernausbildung absolvierte Michałowska am Konservatorium und anschließend an der Musikakademie in Danzig. Bereits während des Studiums sang sie im Chor und als Solistin an der Baltischen Oper Danzig.  Dort debütierte sie 1969 als Jadwiga in Das Gespensterschloss (Straszny Dwór) von Stanisław Moniuszko. 1972 ging sie als Solistin an das Opernhaus in Bromberg (Bydgoszcz), debütierte dort als Azucena in Verdis Il Trovatore und sang große Partien wie zum Beispiel die Marta in Tiefland, Santuzza in Cavalleria rusticana und Rosina in Der Barbier von Sevilla. 1976/77 wechselte sie zurück an die Baltische Oper Danzig. Engagements und Gastspiele führten sie in den folgenden Jahren an die Opernhäuser u. a. in Posen, Stettin, Warschau. Nach einem Gastspiel der Danziger Oper am Theater Bremen als Leonore in Donizettis Die Favoritin setzte sie ihre internationale Karriere in West-Deutschland fort. Von 1980 bis 1994 war sie hervorragendes Ensemblemitglied am Theater Bielefeld. Seither engagiert sie sich als Gesangspädagogin (u. a. an der Universität Bielefeld). Gastspiele führten sie häufig ins In- und Ausland, u. a. an die Häuser Dortmund, Mannheim, Nürnberg sowie in nach Belgien, in die Niederlande und nach Frankreich (Mai Musical in Bordeaux, Opernhaus in Marseille).

## Repertoire
Krystyna Michałowska beherrscht ein breites Opernrepertoire im italienischen, französischen und deutschen Mezzosopran-Fach und wirkt ebenso im Konzertfach (u. a. mit Verdis Requiem). Ihre vom Sopran her ausgebildete Stimme verfügt über großen Umfang; zur leichten Höhe gesellten sich nach dem frühen Fachwechsel die satte, farbenreiche Mittellage und eine kräftig-dramatische Tiefe. Ambitionierte Produktionen am Bielefelder Theater unter der Intendanz von Heiner Bruns erlangten in den 1980/90er Jahren bundesweite Aufmerksamkeit. Neben zahlreichen Rollen in wiederentdeckten Opern von Schreker (Der singende Teufel) und Korngold (Das Wunder der Heliane) reüssierte sie insbesondere mit folgenden Rollen: Adalgisa, Amneris, Carmen, Czipra, Dalila, Eboli, Frederica, Mrs. Quickly, Niklas, Santuzza, Ulrica. Im deutschen Fach waren die Amme in Strauss‘ Frau ohne Schatten, Brangäne und Ortrud in Wagners Tristan und Isolde und Lohengrin wichtig, im russischen Fach die beliebten Rollen in Tschaikowskis Eugen Onegin (Larina, Olga, Filipiewna) und Mussorgskis Boris Godunow (Fjodor). Interessante Höhepunkte waren die Partien der Marchesa de Poggio in Verdis früher Oper Un Giorno di Regno, die Musette in Leoncavallos La Bohème sowie – besonders von der Kritik gefeiert – die Titelrolle in Bizets Carmen und die Fides in Giacomo Meyerbeers Der Prophet (Le prophète).